# Терентьев, Гурий Никитич
Гурий Никитич Терентьев (8 ноября 1898, деревня Иваньково, Московская губерния — 7 марта 1964, Москва) — советский военный деятель. Генерал-лейтенант (20.04.1945).

## Биография
Работал подмастерьем на сапожной фабрике братьев Дорогутиных в г. Кашин. В годы Первой мировой войны призван на военную службу 3 февраля 1917 г. и зачислен рядовым в 201-й пехотный запасной полк, окончил там же учебную команду в г. Ельце (1917) и служил младшим унтер-офицером, после расформирования [[Русская императорская армия|царской армии в мае 1918 уехал на родину.
В октябре 1918 призван в РККА по мобилизации унтер-офицеров старой армии и зачислен в 8-й стрелковый полк в Твери на должность командира взвода. В январе 1919 направлен на учёбу на курсы комсостава в Иваново-Вознесенск. В мае с курсами убыл под Петроград, где в составе сформированного курсантского отряда особого назначения воевал против войск генерала Н. Н. Юденича в команде разведчиков. Был ранен и эвакуирован в Петроград, оттуда в полевой запасной госпиталь.
По излечении вновь направлен на Иваново-Вознесенские курсы комсостава. После их окончания в апреле 1920 оставлен на этих курсах и служил в должностях командира взвода и помощника командира роты. С февраля по июль 1921 проходил подготовку в Высшей тактико-стрелковой школе комсостава РККА «Выстрел» и с июля 1921 служил там же командиром взвода и роты. В составе этой школы принимал участие в подавлении восстания в Тамбовской губернии.
С марта 1922 командовал взводом сначала в Объединенной школе им. ВЦИК в Москве, с июля – на 27-х пехотных курсах в Орле. С октября 1922 учился в Объединенной школе им. ВЦИК, в начале 1924 переведён в 8-ю пехотную школу в Петрограде (в сентябре того же года школа слилась с Киевской объединённой школой командиров РККА имени С. С. Каменева). После окончания учёбы в августе 1925 назначен в 48-й стрелковый полк 16-й стрелковой дивизии в Старой Руссе в должностях командира взвода и помощника начальника полковой школы, командира роты, помощника командира батальона.
С октября 1928 находился на подготовительных курсах при Военно-политической академии РККА, с июня зачислен слушателем в Военную академию РККА им. М. В. Фрунзе. В марте 1932 окончил её и назначен начальником 1-го отдела штаба 4-й стрелковой дивизии БОВО в Слуцке, с мая того же года по январь 1933 и с ноября 1933 по январь 1934 временно исполнял должность начальника штаба дивизии.
С июня 1934 на преподавательской работе в Военной академии им. М. В. Фрунзе, где исполнял должность руководителя кафедры общей тактики, старшего преподавателя, комиссара 3-го курса основного факультета, начальника курса 1-го факультета и старшего преподавателя кафедры общей тактики.
11 июля 1939 полковник Г. Н. Терентьев назначен начальником учебного отдела штаба фронтовой группы в Чите, с июля 1940 – начальник отдела боевой подготовки штаба Дальневосточного фронта. С мая 1941 – заместитель командира 40-й стрелковой дивизии 25-й армии того же фронта.

## Великая Отечественная война
С начала Великой Отечественной войны в прежней должности. С августа – начальник тыла штаба 25-й армии в звании полковника. В ноябре 1941 назначен заместителем командующего по тылу 10-й армии Западного фронта, участвовал в контрнаступлении под Москвой. С 22 января 1942 – командир 322-й стрелковой дивизии в составе 16-й армии (вступил в командование 28 февраля). Возглавляемая им дивизия участвовала в разгроме противника в районе Тулы. С февраля дивизия вела боевые действия на жиздринском направлении. В начале октября 1942 дивизия была выведена в резерв 16-й армии в район Сухиничей, затем в начале января 1943 переброшена на Воронежский фронт в состав 40-й армии.
С 5 февраля 1943 заместитель командующего 38-й армией Воронежского фронта. Участвовал в Воронежско-Касторненской и Харьковской наступательных операциях, в ходе которых были освобождён город Обоянь. С 3 июля 1943, в звании генерал-майора, – командир 49-го стрелкового корпуса, который в составе 7-й гвардейской армии Воронежского, Степного и 2-го Украинского фронтов участвовал в Белгородско-Харьковской, Уманско-Ботошанской, Корсунь-Шевченковской, Ясско-Кишиневской, Братиславско-Брновской и Пражской наступательных операциях. В боях на территории Румынии он сыграл решающую роль в овладении Бухарестом. С 28 мая по 5 июля 1944 находился на лечении в госпитале (по болезни), затем вновь командовал 49-м стрелковым корпусом.
В июне — июле 1945 г. корпус в составе 53-й армии был переброшен в г. Чойбалсан (Монголия) и включен в состав Забайкальского фронта, в составе которого участвовал в советско-японской войне. Под его командованием части и соединения корпуса совершили марш-маневр протяжением до 1500 км по безводным степям МНР и Маньчжурии, перевалили за хребет Большой Хинган в суровых климатических условиях и бездорожья. Корпус своевременно вышел в указанный район со всей техникой, сохранив боеспособность.
7 сентября 1945 года, за образцовое выполнение боевых заданий командования в ходе советско-японской войны, командующий 58-й армией генерал-полковник И. М. Манагаров представил Г. Н. Терентьева к званию Героя Советского Союза, однако вышестоящее руководство своим решением понизило статус награды до ордена Кутузова 1-й степени.
За время боевых действий был девять раз упомянут в благодарственных в приказах Верховного Главнокомандующего.

## После войны
С октября 1945 заместитель начальника Управления вузов Главного управления кадров НКО, с апреля 1946 — заместитель начальника Управления вузов Сухопутных войск. С апреля 1947 — командир 31-го стрелкового корпуса в Беломорском военном округе (г. Мурманск).
В июле 1951 окончил ВАК при Высшей военной академии им. Ворошилова и был назначен начальником кафедры общей тактики Военной академии им. Фрунзе. С августа 1953 в запасе.
Умер 7 марта 1964 в Москве. Похоронен в г. Дубне Московской области.
Написал краткие наброски воспоминаний о своем боевом пути, опубликованные много лет спустя после его кончины.

## Награды
СССР
- орден Ленина (21.02.1945[6])
- три ордена Красного Знамени (13.09.1944, 03.11.1944[6], 1948[6])
- Орден Кутузова 1-й степени(08.09.1945)
- два ордена Суворова II степени (??.03.1943, 26.10.1943)
- орден Кутузова II степени (28.04.1945)
- орден Красной Звезды (16.08.1936)
- Медали:
- «XX лет Рабоче-Крестьянской Красной Армии»
- «За оборону Москвы»
- «За Победу над Германией в Великой Отечественной войне 1941—1945 гг.»
- «За победу над Японией»
- «За взятие Вены»

Иностранные награды
- орден Михая Храброго (Румыния) (1945)
- орден «Защита Отечества» II степени
- Памятная медаль «За освобождение от фашистского ига»